# Monte Massico
Monte Massico je horský masiv na jihu Itálie. Nachází se v provincii Caserta kraje Kampánie. Táhne se od města Mondragone na pobřeží Tyrhénského moře směrem do vnitrozemí až k vyhaslé sopce Roccamonfina. Pásmo kopců odděluje údolí řek Garigliano na severu a Volturno na jihu. Jeho nejvyšší vrchol má nadmořskou výšku 813 m.
Původními obyvateli byli Aurunkové, součástí Římské republiky se region stal v 4. století př. n. l. Byl nazýván Massicus nebo také Ager Falernus podle legendy o místním rolníkovi Falernovi, jehož Bakchus odměnil za pohostinnost sazenicemi mimořádně kvalitní révy. Na svazích hory se ve starověku pěstovalo silné falernské víno, oslavované římskými básníky. V 1. století byla přes Monte Massico postavena cesta Via Domitiana. Na tradici zdejšího vinařství navazuje Denominazione di origine controllata Falerno del Massico, založená roku 1989.
Masiv je tvořen dolomitickým vápencem usazeným v období pliocénu. Je porostlý převážně makchií. Vyskytuje se zde dub cesmínovitý, javor babyka, rohovník obecný, borovice pinie, planika obecná, listnatec pichlavý a myrta obecná. Hora se vyznačuje značným druhovým bohatstvím ptáků: luňák hnědý, krahujec obecný, žluna zelená, výreček malý, ťuhýk rudohlavý, kalandra zpěvná, pěnice černohlavá a další. Žije zde také prase divoké, kuna skalní, plšík lískový, ještěrka zelená nebo zmije obecná. Světový fond na ochranu přírody vyhlásil na jižním svahu chráněné území o rozloze 48 hektarů.